# فوجیوارا-کیو

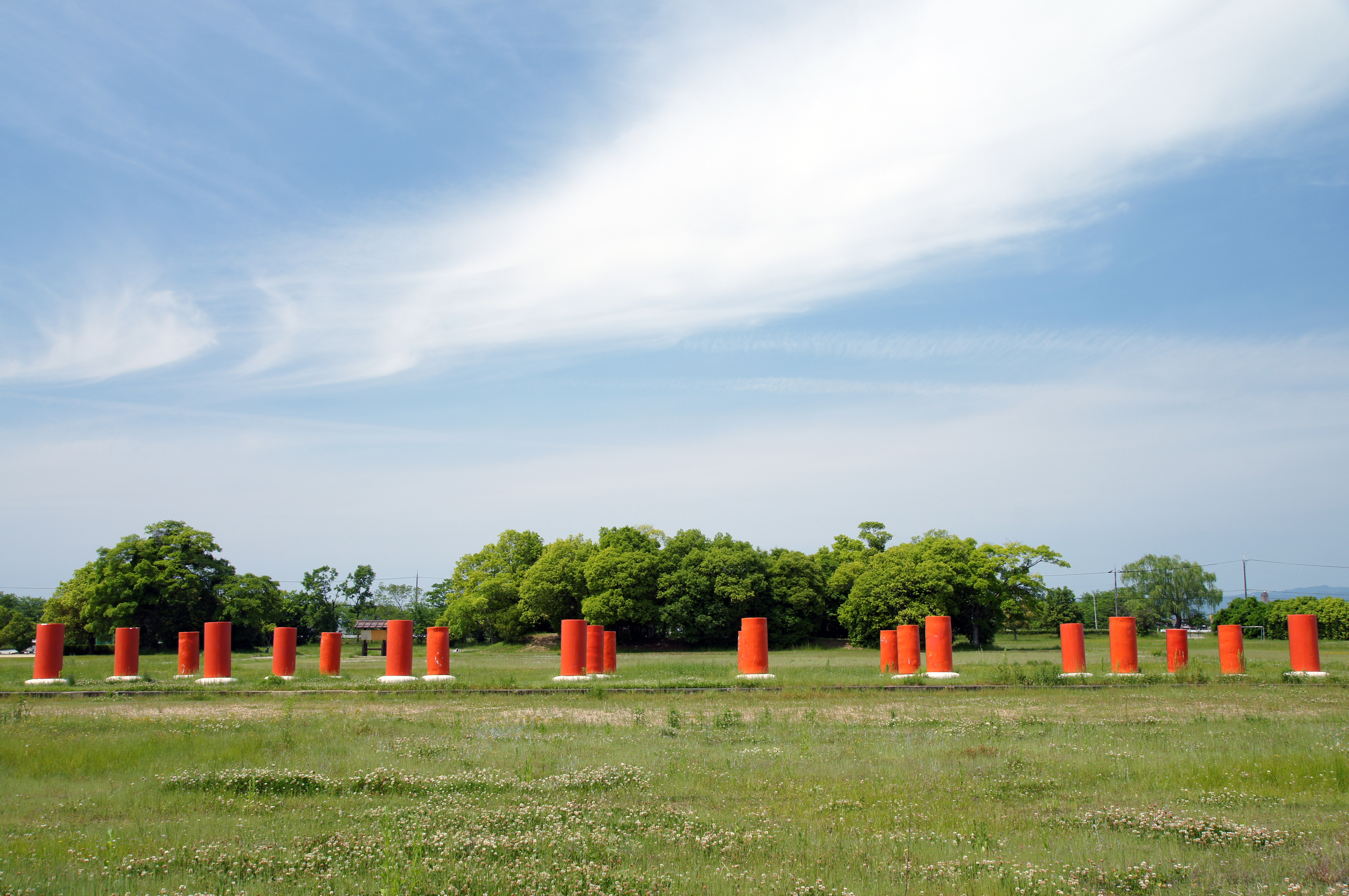
باقیمانده آثار

فوجیوارا-کیو (به ژاپنی: 藤原京 Fujiwara-kyō) پایتخت ژاپن به مدت ۱۶ سال از ۶۹۴ تا ۷۱۰ میلادی بود. محل آن در ولایت یاماتو کاشیهارا، نارا کنونی) در استان نارا است.